# 志田彩良
志田 彩良（しだ さら、1999年〈平成11年〉7月28日 - ）は、日本の女優。神奈川県藤沢市出身。テンカラット所属。

## 略歴
小学6年のときにスカウトされ、芸能界入り。きっかけは、母親がインターネット上に上げていた写真をたまたま見た現所属事務所のスタッフがメールでスカウトしたことだった。
2013年から『ピチレモン』（学研プラス）専属モデルとして2015年12月号（休刊号）まで活動した。
2014年、初オーディションで初主演となった短編映画『サルビア』で女優デビュー。
2015年1月15日、フジテレビ系木曜劇場『問題のあるレストラン』の第1話でテレビドラマ初出演。
2017年、『ひかりのたび』で長編映画初主演。
2018年3月、高校を卒業。同年7月期TBS系金曜ドラマ『チア☆ダン』でROCKETSの初期メンバー・蓮実琴役を演じ、連続ドラマ初出演。
2019年10月24日から11月4日までこまばアゴラ劇場にて上演が行われた舞台『街の下で』で舞台初出演。
2021年4月期TBS系日曜劇場『ドラゴン桜 第2シリーズ』に文系トップの東大専科の生徒・小杉麻里役を演じ、日曜劇場初出演。同年10月15日、映画『かそけきサンカヨウ』で主演。『パンとバスと2度目のハツコイ』（2018年）、『mellow』（2020年）に続き、3作目にして今泉力哉監督作品で念願の初主演となる。
2022年10月期TBS系火曜ドラマ『君の花になる』に主人公の恋敵・池岡奈緒役を演じ、前年同時期に放送された『ドラゴン桜』と『ゆるキャン△2』以来1年半ぶりにテレビドラマに出演した。
2023年3月26日、NHK総合にて放送されたSDGsミニドラマ『Life Among the maple/メープルの森のめぐみ』でテレビドラマに初主演。
2024年1月期日本テレビ系金曜ドラマDEEP『消せない「私」-復讐の連鎖-』で連続ドラマ初主演。同時期の中京テレビ連続ドラマ『こんなところで裏切り飯』でも主演を務める。同年7月期には日本テレビ系土ドラ10『マル秘の密子さん』に出演し、『消せない「私」-復讐の連鎖-』に続き、2作品目となる同局系ドラマにおいて同局ゴールデンプライムタイムの連続ドラマ初出演となる。
2025年前期放送の『あんぱん』で連続テレビ小説初出演。

## 人物
- 子供の頃の夢は薬剤師だった[4]。
- 夢は、色のついていない、何色にも変身できる役者になること[16]。
- いちばん会いたい人は、ワン・ダイレクションのリアム・ペイン[16]。
- 父、母、兄の4人家族[1]。父がサーフィンをしているため、まだ歩く前から兄と一緒に海に連れて行ってもらっていた[1]。
- 負けず嫌いな性格で、学校の授業の百人一首でも負けたくないほどである[3]。
- 高校に進学するつもりは無かったが、「あなたは輝ける人だからどこでもいいから行くべき」との担任の言葉に従い、受験した。
- 高校時代に一度だけ国語でクラス1位を獲ったことがある[17]。
- お風呂が好き[18]。

### 嗜好
- 小さい頃から食べることが大好きで、大食い[16]。
- 好きな食べ物は、ラーメン、貝類、ニラ、牛タン[16]。
- 嫌いな食べ物は、小さなエビ、細かい骨の魚[16]。
- 寝ることが好き。学校から帰宅して何も予定のない日は、5、6時間昼寝をして、夜も23時頃には寝てしまう[16][19]。
- 好きな男性のタイプは、思いやりのある人[16]。楽しいことを全力で一緒に楽しんでくれる人[16]。言葉遣いの綺麗な人[16]。
- 好きな言葉は「雲外蒼天」[16]。「どんなに嫌な事や悩みがあっても、乗り越えることで素晴らしいことが待っている」の意[16]。
- 好きな詩人は茨木のり子[17]。
- 体育が得意[20]。

### 趣味
- 写真を撮ることに熱中している[16][21]。
- 「自分じゃないものになれる」ことから映画が好き[22]。
- いちばん好きな映画作品は『月とキャベツ』（1996年）[22]。

### エピソード
- スタイルキープのためにストレスを抱え込まないようにしている[16]。悩んでいても、寝ると忘れられるので悩みはない[16]。
- 長編映画初主演作となった『ひかりのたび』（2017年）では、演ずる役の父親の仕事である「不動産ブローカー」をネットで検索することから始めて、背景をノートに書き出し、実際に不動産ブローカーをしていたことのある澤田サンダー監督と話し合うなど、役作りに努めた[22][23]。『月とキャベツ』と『ひかりのたび』は、いずれも群馬県中之条町でロケが行われている[23]。
- ドラマ『ドラゴン桜』（2021年）で共演した細田佳央太、鈴鹿央士と仲が良い[24]。

## 出演

### テレビドラマ
- 問題のあるレストラン 第1話（2015年1月15日、フジテレビ） - 藤村五月（高校時代）役
- 東京センチメンタル 第5話（2016年2月13日、テレビ東京） - 山脇奈々 役[25]
- 都庁爆破!（2018年1月2日、TBS） - 加奈 役
- チア☆ダン（2018年7月13日 - 9月14日、TBS） - 蓮実琴 役[7][26]
- his〜恋するつもりなんてなかった〜（2019年4月9日 - 5月7日、メ〜テレ） - ヒロイン・熊切千歌 役[27]
- ゆるキャン△（テレビ東京） - 斉藤恵那 役[28]
  - ゆるキャン△（2020年1月10日 - 3月26日）
  - ゆるキャン△スペシャル（2021年3月29日）[29]
  - ゆるキャン△2（2021年4月1日 - 6月17日）[29][30]
- 56年目の失恋（2020年7月11日、NHK BSプレミアム） - 菊池和子 役[31]
- だから私はメイクする（2020年10月8日 - 11月12日、テレビ東京） - 近藤芽生 役[32]
- ドラゴン桜 第2シリーズ（2021年4月25日 - 6月27日、TBS） - 小杉麻里 役[8][33]
- 君の花になる（2022年10月18日 - 12月20日、TBS） - 池岡奈緒 役[12][34]
- 必殺仕事人（2023年1月8日、ABCテレビ・テレビ朝日） - ヒロイン・あかり 役[35]
- SDGs ミニドラマ「Life Among the maple/メープルの森のめぐみ」（2023年3月26日、NHK総合） - 主演・ジュリ 役
- ホスト相続しちゃいました（2023年4月18日 - 7月4日、関西テレビ・フジテレビ） - 西野莉奈 役[36]
- ペンディングトレイン-8時23分、明日 君と（2023年4月28日・5月19日 - 6月2日・16日・23日、TBS） - 樋口真緒 役[37]
- ほんとにあった怖い話 夏の特別編2023「滞留する痕」（2023年8月19日、フジテレビ） - 佐藤有紀 役[38]
- アオハライド（WOWOW） - 村尾修子 役
  - Season1（2023年9月22日 - 11月10日）[39]
  - Season2（2024年1月19日 - 2月23日）[40]
- 大奥 Season2「幕末編」（2023年11月7日 - 12月12日、NHK総合） - 徳川家茂 役[41][42]
- 消せない「私」-復讐の連鎖-（2024年1月6日 - 3月30日、日本テレビ） - 主演・灰原硝子 役[43][13]
- こんなところで裏切り飯（2024年1月19日 - 3月22日、中京テレビ） - 主演・小野寺真理子 役（伊武雅刀とW主演）[44][13]
  - こんなところで裏切り飯 〜嵐を呼ぶ七人の役員〜（2025年1月16日 - 3月20日、中京テレビ・日本テレビ）[45]
- マル秘の密子さん（2024年7月13日 - 9月28日、日本テレビ） - 九条玲香 役[14]
- 連続テレビ小説 あんぱん 第11回 -（2025年4月14日 - 、NHK総合） - 小川うさ子 役[15]
- スティンガース 警視庁おとり捜査検証室（2025年7月22日 - 、フジテレビ） - 森園はな 役[46]

### 配信ドラマ
- ホラー アクシデンタル2 第5話（2016年5月13日、FOD） - 少女 役[47]

### その他のテレビ番組
- 60秒ショートドラマ「FIVBワールドカップバレーボール2015」女子校生編（2015年7月、フジテレビ）
- 世界の文学がわかる!あらすじ名作劇場「あしながおじさん」（2016年4月13日、BS朝日）
- クローズアップ現代＋「茨木のり子 “個”として美しく～発見された肉声～」（2022年1月19日、NHK総合） - 朗読[48]

### 映画
- キスは命がけ!（2016年公開）- ヒロイン・まさみ 役
- ひかりのたび（2017年9月16日公開、マグネタイズ） - 主演・植田奈々 役[6][16]
- パンとバスと2度目のハツコイ（2018年2月17日公開、製作委員会） - 市井二胡 役[49][9]
- きらきら眼鏡（2018年9月7日公開、スターダスト・ピクチャーズ） -  未希 役
- mellow（2020年1月17日公開、ポニーキャニオン） - 浅井宏美 役[10]
- 鬼ガール!!（2020年10月16日公開[注 2]、スターダスト・ピクチャーズ） - 鬼瓦ひとみ 役[50]
- かそけきサンカヨウ（2021年10月15日公開、イオンエンターテイメント） - 主演・国木田陽 役[11][51][52]
- からかい上手の高木さん（2024年5月31日公開、東宝） - 北条 役[53]
- 恋を知らない僕たちは（2024年8月23日公開、松竹） - 池澤瑞穂 役[54]
- 遺書、公開。（2025年1月31日公開、松竹） - 廿日市くるみ 役[55][56]

### 短編映画
- サルビア（2014年） - 主演[3]
- わたしのまち（2015年） - 主演
- サブマリン（2015年）
- ブレイカーズ（2018年6月4日、ショートショート フィルムフェスティバル＆アジア（SSFF & ASIA）2018にて上映）[57]
- 海辺の迷子たち（2019年6月21日、第8回茅ヶ崎映画祭にて上映）[58]
- MILK IN THE AIR（2020年5月5日、SHINPA公式YouTubeチャンネル） - 主演[59]

### ラジオドラマ
- FMシアター 「琥珀のひと～たゆたうこと いきること～」（2022年6月4日・11月23日（再）・2023年3月25日（再）、NHK-FM） - ヒロイン・衛藤海音 役[60]
- FMシアター　「ままなる」（2025年4月12日、NHK−FM） - 沙良 役[61]

### CM
- 日本テレビ「見たい、が世界を変えていく。」（2014年）[16]
- HY「HY LOVERS BEST」楽曲紹介スポット（2014年）
- NTTドコモ（2015年）
  - 学割より特割篇[16]
- 河合塾 2015年度夏期講習（2015年）[16]
- イオンリテール イオンの自転車（2016年）[16]
- 山崎製パン 中華まん（2016年）
  - ほかほか品質篇[16]
- 環境省（2016年 - 2017年）
  - 使用済小型家電等の適正なリサイクル等に係る普及啓発[16]
- 日本アルコン デイリーズ アクア コンフォートプラス（2017年）
  - 新生活編[16]
- ミサワホーム（2017年）[16]
  - 「南極×ミサワホーム」編
- supercell 「クラッシュ・ロワイヤル」（2017年）
  - リベンジ希望編[16]
- ヌーラボ「Backlog」（2021年）
  - 「シンプルな働き方」篇[62]
  - 「楽しい働き方」篇[62]
- 雪印メグミルク「雪印コーヒー」（2022年） - Web CM
  - 「#雪コに甘やかされたい」Lv.1～60[63]
- 三井不動産レジデンシャル「三井PARK」（2022年）
  - 「人とともに育つ場所」篇[64]
- 三菱電機「しあわせをシェアしよう。」（2023年）[65]
  - 「しあわせの隙間篇」
  - 「くつろぎすぎ篇」
- セザンヌ化粧品（2024年 - ）[66]

### 舞台
- 街の下で（2019年10月24日 - 11月4日、こまばアゴラ劇場）

### ミュージックビデオ
- group inou「BLUE」（2015年、監督 井口奈己）[67]
- österreich（オストライヒ）「楽園の君」（2018年、監督 ミラー・レイチェル・智恵）[68]
- マヒトゥ・ザ・ピーポー「失敗の歴史」（2019年、監督 今泉力哉）[69]
- 崎山蒼志「幽けき」（2021年、監督 杉山弘樹）[70]
- くるり「loveless」（2022年、監督 松本壮史）[71]

### イベント
- 横浜スタジアム「Paraviデー」（横浜DeNAベイスターズVS読売ジャイアンツ）始球式（2021年4月18日）[72]

### 広告
- コクヨS&T「リコの旅」編 / 「秘境駅ノート」編（2014年、監督 丸山隆） - BOVA（Brain OnlineVideoAward）参加作品
- 宣伝会議コピーライター養成講座ポスターモデル（2022年春）

## 書籍

### 雑誌
- ピチレモン（2013年9月号 - 2015年12月号、学研プラス） - 専属モデル[5]